# Saldula laticollis
Saldula laticollis är en insektsart som först beskrevs av Reuter 1875.  Saldula laticollis ingår i släktet Saldula och familjen strandskinnbaggar. Inga underarter finns listade i Catalogue of Life.